# Desastre de Furiani

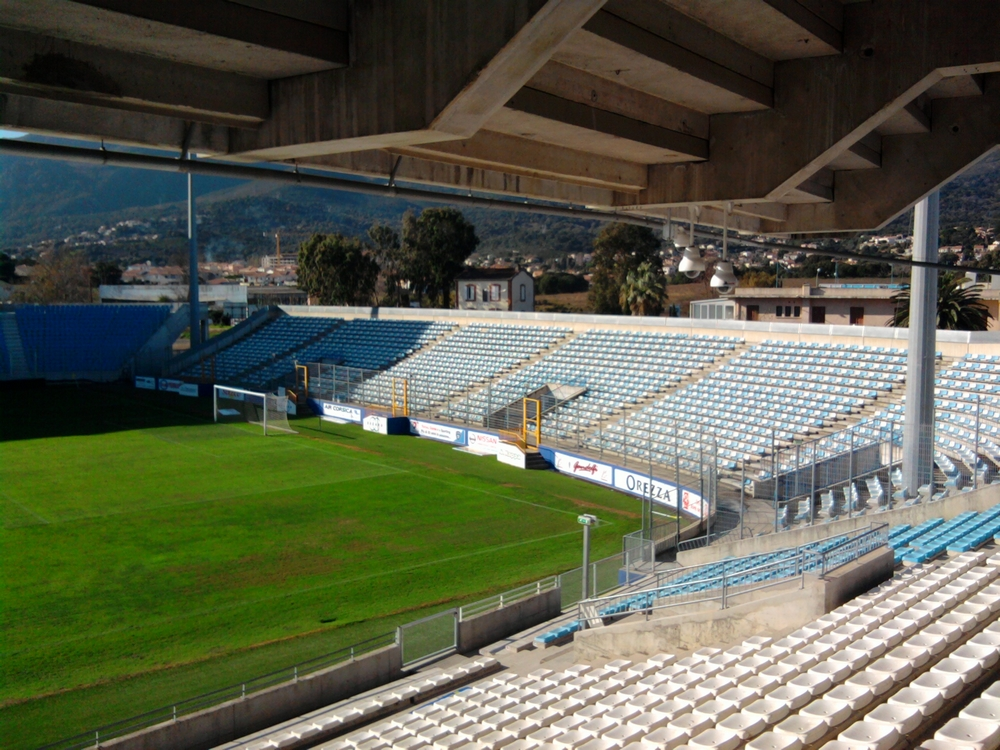
Imatge parcial de l'Estadi Furiani.

El desastre de Furiani, també conegut com a desastre de l'Estadi Armand-Cesari, va tenir lloc a Bastia, a l'illa francesa de Còrsega, a l'Estadi Armand-Cesari (o Estadi de Furiani), el 5 de maig de 1992. 18 persones van morir quan una de les graderies es va esfondrar.
Aquell dia, el SC Bastia es va enfrontar a l'Olympique de Marsella en un partit de semifinals de la Copa de França. El Marsella era indiscutiblement el millor equip de França en aquell moment, i la junta directiva del Bastia va voler aprofitar-ho afegint-hi una grada de gran capacitat, per augmentar el nombre de seients en un 50%. El president del club, Jean-François Filippi va ometre les restriccions del Govern per ampliar la capacitat de l'estadi i no només això, sinó que sabia abans de la disputa del partit que la grada podria caure en qualsevol moment. Dies després del drama de Furiani, Filippi era assassinat al seu domicili per una escissió del Front d'Alliberament Nacional de Còrsega, el grup terrorista més temut de França abans de l'arribada de l'ISIS.
Abans del partit, la grada es va ensorrar, matant a 18 persones i deixant-ne més de 2.300 ferides.
Els problemes estructurals, com la inestabilitat, es van notar a l'hora abans del partit. L'estructura es va ensorrar a les 20:23 CEST, poc abans de l'inici previst del partit. Els seguidors i els mitjans de comunicació van quedar atrapats entre les restes. El partit no es va jugar mai. Tots els recursos mèdics de l'illa estaven totalment compromesos a fer front als ferits i moltes de les víctimes van ser finalment evacuades a terra ferma; es va informar que l'aeroport s'assemblava a un hospital de campanya.

## Investigació
Es va obrir una investigació sobre el desastre. La investigació va concloure que hi havia hagut una sèrie d'incompliments de normes pel que fa a la construcció de la terrassa provisional, i en la gestió de la venda d'entrades, i que l'actitud dels executius esportius i municipals havia estat problemàtica.
L'informe concloïa "Le soir du 5 mai, il n'y a pas eu de fatalité", "le 5 mai est un crime!". (traducció: La tarda del 5 de maig no va ser deguda al destí, el 5 de maig és un crim!). Després d'un judici, alguns dels responsables van complir condemnes curtes.

## Evolucions posteriors
Des del desastre, l'Armand-Cesari va anar millorant lentament, quedant només una de les quatre grades del 1992. Aquest estadi "en construcció" va sorprendre els jugadors del SL Benfica l'any 1997, ja que creien que aquest era el camp d'entrenament. Al final de l'any 1996 van començar algunes millores importants, fins a assolir una capacitat final de 18.000 espectadors.